# アブド・ラッボ・フセイン
アブド・ラッボ・フセイン（アラビア語: عبد ربه حسين、英語: Abd Rabbo Hussein ？ - 2016年2月22日）は、イエメン陸軍の軍人。最終階級は陸軍大将。第115歩兵旅団（新華社通信によると第15旅団）の旅団長を務めていた。2016年2月、アデンの自宅外で覆面姿の男に銃撃され殺害された。